# ATR 42
ATR 42 je dvomotorno turbopropelersko regionalno potniško letalo, ki ga proizvaja francosko-italijansko letalsko podjetje ATR - (Aerei da Trasporto Regionale or Avions de transport régional). Namenjen je za kratke regionalne proge in lahko operira z letališč s kratkimi vzletnimi stezami. Oznaka "42" pomeni število sedežev v standardni konfiguraciji. Na bazi ATR 42 so izdelali tudi večji ATR 72
ATR 42–300 projekt je so oznanili leta 1981 s prvim letom 16. avgusta 1984 z vstopom v uporabo leto pozneje pri Air Littoral. Ta začetna verzija je bil v proizvodnji do 1996. Potem so naredili različico z močnejšimi motorji PW-121 za boljše sposobnosti pri t. i. Hot&High letališčih, kjer je zrak bolj redek.
Trenutno je v proizvodnji model -500 z novimi motorji, propelerji, večjo težo in modernizirano potniško kabino. Novo letalo se certificirali julija 1995.
Do decembra 2012 so proizvedli 422 letal ATR 42

## Različice
Obstaja šest glavnih različic

### ATR 42–200
-200 je bil originalni ATR 42 prototip, zgrajeno je bilo le nekaj letal. Poganjala sta ga dva turbopropelerska Pratt & Whitney Canada PW120 vsak z 1800KM.

### ATR 42–300
−300 je bila standardna proizvodna verzija v izdelavi do leta 1996. Poganjala sta ga dva Pratt & Whitney Canada PW120 vsak z 2000 km.

### ATR 42–320
-320 je izboljšana verzija prirejena z Hot&High letališča z PW121 vsak z 2100 KM.

### ATR 42–400
ATR 42−400 je izboljšan -320 z šestkraki propelerji in PW121 motorji

### ATR 42–500
ATR 42-500 je trenutna verzija v poizvodnji. Prva dostava je bila leta 1995. Letalo ima precej novih izboljšav: novi močnejši motorji z 2400 KM vsak, večja vzletna teža in večjo potovalno hitrost. Ima tišjo kabino in lahko prevaža več tovora.

### ATR 42–600
Nova  ATR 42–600 in ATR 72–600 bosta bolj ekonomična z novimi motorji PW127M. Imela bosta nižje stroške vzdrževanja in obratovanja. Novosti so nova pilotska kabina t. i. stekleni kokpit, novejša avionika, novejši potovalni računalnik, lažje sedeže za potnike in druge izboljšave.

## Tehnične specifikacije
|                         | ATR 42-200                      | ATR 42-300                      | ATR 42-320                      | ATR 42-500                        | ATR 42-600                      |
| ----------------------- | ------------------------------- | ------------------------------- | ------------------------------- | --------------------------------- | ------------------------------- |
| Posadka                 | 2                               | 2                               | 2                               | 2                                 | 2                               |
| Število sedežev         | 42–52                           | 42–52                           | 42–52                           | 42–52                             | 42–52                           |
| Dolžina                 | 74 ft 5 in (22,67 m)            | 74 ft 5 in (22,67 m)            | 74 ft 5 in (22,67 m)            | 74 ft 5 in (22,67 m)              | 74 ft 5 in (22,67 m)            |
| Razpon kril             | 80 ft 7 in (24,57 m)            | 80 ft 7 in (24,57 m)            | 80 ft 7 in (24,57 m)            | 80 ft 7 in (24,57 m)              | 80 ft 7 in (24,57 m)            |
| Višina                  | 24 ft 11 in (7,59 m)            | 24 ft 11 in (7,59 m)            | 24 ft 11 in (7,59 m)            | 24 ft 11 in (7,59 m)              | 24 ft 11 in (7,59 m)            |
| Površina kril           | 587 sq ft (54,5 m2)             | 587 sq ft (54,5 m2)             | 587 sq ft (54,5 m2)             | 587 sq ft (54,5 m2)               | 587 sq ft (54,5 m2)             |
| Vitkost krila           | 11,1:1                          | 11,1:1                          | 11,1:1                          | 11,1:1                            | 11,1:1                          |
| Dolžina kabine          | 45,4 ft (13,85 m)               | 45,4 ft (13,85 m)               | 45,4 ft (13,85 m)               | 45,4 ft (13,85 m)                 | 45,4 ft (13,85 m)               |
| Prazna teža             | 23 148 lb (10 500 kg)           | 23 148 lb (10 500 kg)           | 23 148 lb (10 500 kg)           | 24 802 lb (11 250 kg)             | 24 802 lb (11 250 kg)           |
| Maks. vzletna teža      | 34 280 lb (15 550 kg)           | 37 258 lb (16 900 kg)           | 37 258 lb (16 900 kg)           | 41 005 lb (18 600 kg)             | 41 005 lb (18 600 kg)           |
| Potovalna hitrost       | 267 vozlov (494 km/h) na višini | 267 vozlov (494 km/h) na višini | 267 vozlov (494 km/h) na višini | 299 vozlov (554 km/h) na višini e | 300 vozlov (556 km/h) na višini |
| Dolet                   | 480 nmi (885 km)                | 480 nmi (885 km)                | 480 nmi (885 km)                | 840 nmi (1 555 km)                | 842 nmi (1 560 km)              |
| Maks. kapaciteta goriva | 1 486 US gal (5 625 L)          | 1 486 US gal (5 625 L)          | 1 486 US gal (5 625 L)          | 1 486 US gal (5 625 L)            |                                 |
| Višina leta (servisna)  | 25 000 ft (7 600 m)             | 25 000 ft (7 600 m)             | 25 000 ft (7 600 m)             | 25 000 ft (7 600 m)               | 25 000 ft (7 600 m)             |
| Motorji (×2)            | Pratt & Whitney Canada PW120    | Pratt & Whitney Canada PW120    | Pratt & Whitney Canada PW121    | Pratt & Whitney Canada PW127E     | Pratt & Whitney Canada PW127M   |